# Stronghold 2
Stronghold 2 ist eine mittelalterliche Burgen- und Wirtschaftssimulation der britischen Firefly Studios, welche am 29. April 2005 für Windows-PCs erschien. Es ist nach Stronghold und Stronghold Crusader das dritte Spiel der Stronghold-Serie. Eine um zusätzliche Inhalte ergänzte Fassung des Spiels erschien noch im selben Jahr unter dem Titel Stronghold 2 Deluxe.
Stronghold 2 ist der erste Titel der Reihe mit einer frei drehbaren 3-D-Ansicht.

## Handlung
Der loyale Sir William und sein ehemaliger Page Matthew Steele suchen nach ihrem verschwundenen König. Mittlerweile sind nur noch wenige Königstreue übrig, sodass der junge Matthew mittlerweile seine eigene Länderei befehligt. Während William nach neuen Verbündeten sucht, wird Matthews Länderei von Olaf Grimzahns Wikingern überfallen. Matthew kann die Invasion abwehren und lernt anschließend die Kunst der Belagerung kennen. Sir Williams Truppen lagern vor dem Schloss von Lady Seren („das Lamm“), die den englischen Verräter Edwin Blackfly als Geisel hält. Edwin hinterlässt eine Botschaft und bietet Land, Titel und Truppen für seine Befreiung an. Matthew unterstützt William bei Edwins Rettung, zeigt sich jedoch über das Bündnis mit diesem beunruhigt.
Während Matthew in der Folge gegen den schottischen Clanführer Angus McLeod („der Bulle“) an der nördlichen Grenze kämpft, wird er vom König kontaktiert. Er erhebt Matthew in einen höheren Stand, äußert jedoch seine Zweifel in Bezug auf Sir Williams Loyalität. Die Berater des Königs unterliegen jedoch einem Irrtum. Nicht William, sondern dessen älterer Bruder Pascal Deveraux („der Falke“) ist in die Verschwörung um die Krone verstrickt. Dieser hatte Williams Vertrauen missbraucht, um sich die Kontrolle über dessen Armee zu sichern und den König zu vergiften.
Die Vertrauensseligkeit Williams wird diesem zum Verhängnis, als er von Edwin verraten und beinahe von Olaf hingerichtet wird. Matthew kann William in letzter Sekunde vor dem Tod durch den Strick retten, doch zeigt sich dieser über den Vertrauensbruch zwischen ihm und den König am Boden zerstört. Er erkennt nun in seinem Bruder den wahren Schuldigen und möchte diesen aufhalten, bevor mehr Leid geschieht. Matthew bereitet in der Zwischenzeit mithilfe seiner Verbündeten Sir Grey und Bruder Jacob einen Rückschlag gegen Olaf und Edwin vor. Nach dem Sieg über die Feinde versöhnen sich William und seine ehemalige Geliebte Seren und formen ein neues Bündnis.
Da der Aufenthaltsort des Königs bekannt wird, treffen sich Matthew, William und Seren mit Pascal sowie Lord Barcley („der Hammer“), dem Initiator der Verschwörung. Barclay unterbreitet Matthew das Angebot, sich ihm anzuschließen und nach der Krone zu streben. Nachdem Matthew sein Angebot ausschlägt, sinnt Barclay auf Rache. Matthew und William belagern in der Folge Pascals Burg und können dessen Regentschaft beenden, während Lady Seren den König von Williams Loyalität überzeugt. Als Sir Grey mit Verstärkung eintrifft, wird dieser von Barclay mit einer Armbrust getötet. Grey wird in Serens Abtei bestattet.
William und der König haben ihr gegenseitiges Vertrauen wiedergefunden. Der König plant den letzten Angriff auf Barclays Burg von drei Seiten. Matthew, William und der König selbst führen jeweils eine Truppe an. McLeoad mischt sich mit seinem Heer in diesen Kampf ein, fällt jedoch in der Schlacht gegen die Truppen des Königs. Nach einem verlorenen Zweikampf mit Matthew ergibt sich Barclay. Die königlichen Truppen haben gesiegt und das Reich von den Verschwörern befreit.

## Spielprinzip
Stronghold 2 behält grundsätzlich das Spielprinzip der Vorgänger bei, erweitert es jedoch an vielen Stellen. So wurden viele Konzepte wie beispielsweise das Bestrafungs- und das Kirchensystem ergänzt und ausgeweitet. Zudem wurden auch neue Ideen wie Festbankette eingearbeitet. Auch gibt es mehr Waren und durch neue Unzufriedenheitsfaktoren wie Ratten, Verbrecher oder Jauche vor häufig begangenen Gebäuden sollen dem Spieler eine Erschwernis in Sachen Konstanthaltung der Beliebtheitspunkte schaffen. Die größte Neuerung im Bereich der Spielpunkte ist die Einführung von „Ehre“. Mit Hilfe von Ehrenpunkten können zum Beispiel neutrale Provinzen „gekauft“, Soldaten rekrutiert oder im „Königsmacher“-Modus ein höherer Rang erreicht werden. Neue Einheiten gibt es hauptsächlich, wie bereits in Crusader, als Söldner im Söldnerlager zum Anwerben. So können beispielsweise Kämpfer angeheuert werden, die mit Bastbooten ausgerüstet sind und über Wasser angreifen können, oder Wegelagerer, die am Waldesrand für gegnerische Einheiten unsichtbar bleiben und mit Speeren werfen.
Insgesamt kann der Spieler 97 Gebäude bauen.

## Entwicklungsgeschichte
Stronghold 2 nutzt die von Firefly selbstentwickelte Dragonfly-Engine für die 3D-Grafik.
Nach einer Demo und dem Preview-Minispiel Castle Attack 2 von Firefly wurde Stronghold 2 am 29. April 2005 offiziell herausgebracht. Zum Zeitpunkt der Veröffentlichung litt Stronghold 2 unter zahlreichen Programmfehlern, die erst mit nachträglich veröffentlichten Patches größtenteils behoben werden konnten. Patch 1.3.1 behob schließlich die meisten Probleme und ergänzte das Spiel zusätzlich um die Funktionen von Stronghold 2 Deluxe (siehe unten). Die Updates endeten mit dem Patch der Version 1.4.1 am 6. Dezember 2007. 2017 wurde auf Steam eine Remaster-Version mit verbesserter Grafik veröffentlicht, die zusätzlich Karten enthielt und außerdem den lange Zeit nicht mehr unterstützten Multiplayer-Modus bietet.

## Rezeption
Trotz vielerlei Lobes wegen der für damalige Verhältnisse zeitgemäßen Grafikleistung und den vielen Neuerungen wird das Spiel auch nach Veröffentlichung der Patches wegen der KI und dem durch die zahlreichen neuen Plagen aufgekommenen hohen Schwierigkeitsgrad im Wirtschaftsteil kritisiert (Metacritic: 63 von 100). Die durch die hohe Gebäudeanzahl aufgekommene immense Spieltiefe stieß auf gespaltene Reaktionen. Auch die wenig herausfordernden KI-Gegner sowie Probleme mit der Steuerung der Militäreinheiten werden fast durchgehend kritisiert.
Kieron Gillen von Eurogamer lobt sowohl die Grafik als auch die Vielzahl an Ergänzungen wie neue Gebäude und die Ehre-Spielmechanik. Zusammen mit dem Mehrspielermodus und dem Karteneditor bekomme man eine enorme Menge zu spielen. Den meisten Spaß machten aber der Bau und die Verwaltung der Siedlung „mit Krieg als Nebenbeschäftigung.“ Eine große Schwäche sei allerdings die Missionsgestaltung, die ein für RTS-Spiele ungewöhnlich intensiven Einsatz von Schnellspeichern und -laden erforderlich mache. Und ein anderer erheblicher Fehler sei „der Mangel an Abwechslung in der Kampftaktik der Computergegner.“ Dennoch gebe es insgesamt viele Kleinigkeiten, „von einem Jäger, der Hasen für den Kochtopf einsammelt, bis zu ölgetränkten Baumstämmen, die angezündet von den Mauern gestürzt werden, um eine angreifende Armee zu zerquetschen.“, die das Spiel faszinierend machten.
Jörg Luibl von 4Players ist enttäuscht, dass er die erhoffte „ultimative Burgensimulation“ nicht gefunden hat. Das Spiel habe ihn „akustisch begeistert, optisch befriedigt, aber spielerisch enttäuscht“, speziell die Kriegsführung. Das Verhalten der Militäreinheiten sei schrecklich, sowohl die „verkorkste Wegfindung“ als auch „seltsame Befehlsverweigerungen und unlogische Aktionen im Kampf“. Gelungen sei zwar das „üppige Arsenal an Gemeinheiten wie siedendes Öl, Steinschläge oder brennende Holzstämme“, doch im Kampf könne man dennoch wenig mehr machen als „zu den Wegfindungsgöttern zu beten und überall einzugreifen, wo es hakt und nicht so zuschlägt, wie man will“. Und auch die KI-Gegner seien „Dumm wie Gerstenbrot“ und ließen sich quasi ohne Taktik überwinden. Alle kampfbasierten Spielmodi seien daher ziemlich frustrierend. Immerhin könnten die wirtschaftbasierten Modi ordentlich motivieren, da „es viele Waren und Produktionsstätten gibt“, auch wenn die Wirtschaft relativ wenig komplex sei.
Insgesamt stellt der Autor fest, dass die Kriegsführung ihn einfach enttäuscht habe und ihn selbst die friedliche Aufbau-Idylle aufgrund technischer Probleme nicht richtig begeistern könne.
Das Magazin Gamestar schreibt, der Burgbetrieb mag anstrengend sein, „macht aber wieder genauso viel Spaß wie im Vorgänger.“ Denn „Wie im Vorgänger stellt Sie die geniale Verzahnung von Aufbau, Wirtschaft und Bevölkerungsmanagement im Minutentakt vor knifflige Entscheidungen, Leerlauf ist in Stronghold 2 ein Fremdwort.“ Auch die Geschichte in den Kampagnen sei sehr gelungen und die Zwischensequenzen ein „Ein Riesenfortschritt gegenüber den langweiligen vorgelesenen Dialogen des Vorgängers.“ Sowohl die neue Draufsicht als auch die neuen Belagerungs- und Kampfeinheiten seien nützliche Ergänzungen für Burgenbau und -eroberung. Allerdings sei die KI der Gegner schwach und das Verhalten der Militäreinheiten oft seltsam, „Die Wegfindung müsste eigentlich Wegirrung heißen“. Dennoch machten die Verteidigungen gegen weit überlegene Angreifer ob der zahlreichen auch aktiv einsetzbaren Verteidigungsanlagen viel Spaß.
Justin Stolzenberg von PC Games ist von Burgenbau und -verteidigung in Stronghold 2 sehr angetan. Es mache viel Spaß, „Wälle, Wachtürme, Fallgruben oder Gräben“ zu kombinieren, zumal im Pausen-Modus „mehr als genug Zeit zum Austüfteln möglichst uneinnehmbarer Bollwerke bleibt.“ Gerade in späteren Kampagnenmissionen ermögliche dies „lange und fesselnde Abwehrschlachten.“ Allerdings zeigten sich dabei auch gravierende Schwächen im Verhalten der Militäreinheiten. So „steigen eigene Schwertkämpfer beispielsweise ohne ersichtlichen Grund über die Leiter vom Wall hinab“ und „Turmmontierte Ballisten schießen nicht automatisch auf gegnerische Belagerungsgeschütze, sondern attackieren erst viel weniger gefährliche Infanteristen.“ Störend sie auch die mangelhafte Kollisionsabfrage, besonders wenn im Nahkampf „hunderte Soldaten zu einem einzigen, undurchsichtigen Knäuel verschmelzen“. Erfreulich sei der Umfang mit Wirtschafts- und Gefechtskampagne, Mehrspielermodus und einem Missionseditor.
Dan Adams von IGN ist von dem Spiel enttäuscht wegen „einer Reihe von Bugs, fehlender Funktionen und insgesamt mittelmäßiger Spielmechanik und Produktionswert.“ Die Verwaltung der Burg sei in Ordnung, „aber sie ist langsam und nicht lohnend genug, um das Spiel erfolgreich zu machen.“ Und der Kampf gegen die KI sei eine ziemlich langweilige und kaum herausfordernde Angelegenheit. Zudem sei das Verhalten der Militäreinheiten oft völlig sinnlos. Der einzige Lichtblick dabei „ist der einfache Bau von Wällen und Verteidigungsgeräten.“, weil man in die Vogelperspektive wechseln kann. Auch die Präsentation sei mit mäßiger Synchronisation und Zwischensequenzen, die „klobig, langsam und leblos“ wirken, nicht ansprechend. Der Autor folgert, „Für jede gute Sache ist da eine hässliche, die sie überschattet.“, weshalb er das Spiel allenfalls einem Anhänger der Serie empfehle.
Craig Beers von GameSpot findet, dass trotz „zahlreicher Ergänzungen“ und „dem Einbau einiger guter Ideen“ viel Potential für ein unterhaltsames Burgbauspiel verschenkt wurde. Mit der Spielmechanik gebe es kaum gravierende Probleme. Allerdings störe es, dass man nicht einzelne Gebäude stilllegen kann, und dass durch die Kriminalitätsmechanik wichtige Gebäude unbemerkt den Dienst einstellen, was bisweilen zu „einer Rückkopplungsschleife führt, von der man sich nicht erholt“. Die Kriegskampagne sei durchwachsen, denn „die Geschichte der Kriegskampagne ist schwach wegen langweiliger Zwischensequenzen und armseliger Synchronisation, aber die Missions sind gut strukturiert.“ Aber insgesamt sei die KI entsetzlich, das mache die Kriegsführung unglücklicherweise „langweilig und allzu simpel“. Und auch die Grafik „ist nicht besonders schmeichelhaft“. Insbesondere, da Einheiten im Kampf gerne so zusammenklumpen, „was es schwierig macht einzelne Einheiten zu kontrollieren oder auch nur zu erkennen was in einem Kampf gerade passiert.“ Unglücklicherweise könne der eigentlich vielversprechende Mehrspielermodus den Eindruck nicht verbessern, weil es allzu oft Verbindungsprobleme gebe. Das Fazit lautet daher: „Alles in allem hat Stronghold zu viele Probleme, um es selbst eingefleischten Strategieanhängern zu empfehlen.“

## Stronghold 2 Deluxe
Stronghold 2 Deluxe ist eine erweiterte Fassung von Stronghold 2. Sie beinhaltet unter anderem einen neuen Spielmodus, in dem man verschiedene Belagerungen nachspielt. Außerdem wurden einige Programmfehler beseitigt. Käufer der Standardversion erhielten die Deluxefeatures über eine erweiterte Fassung des Patches 1.3.1 kostenlos bereitgestellt.